# Støren
Støren – miejscowość w Norwegii w okręgu Trøndelag. Jest ośrodkiem administracyjnym gminy Midtre Gauldal. Powierzchnia miejscowości wynosi 2,42 km². Populacja w 2023 roku wynosiła 2305 osób, co daje gęstość zaludnienia 953 os/km².
Miejscowość jest położona przy ujściu rzeki Sokna do Gauli.
W Støren znajduje się węzłowa stacja kolejowa na liniach Dovrebanen i Rørosbanen. Została otwarta w 1864 roku. Przez wieś przebiega droga krajowa E 6.